# 法国驻捷克大使馆

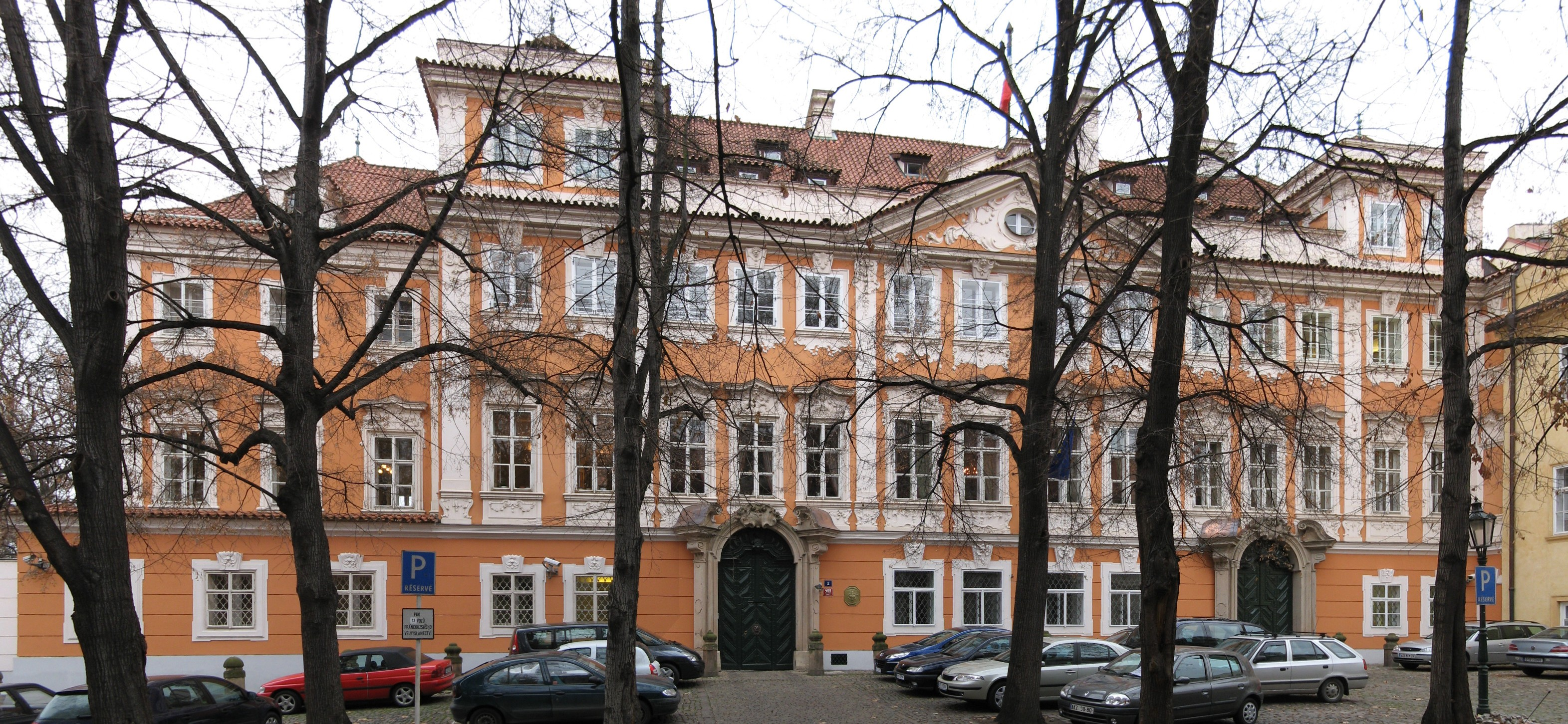
布阔伊宫

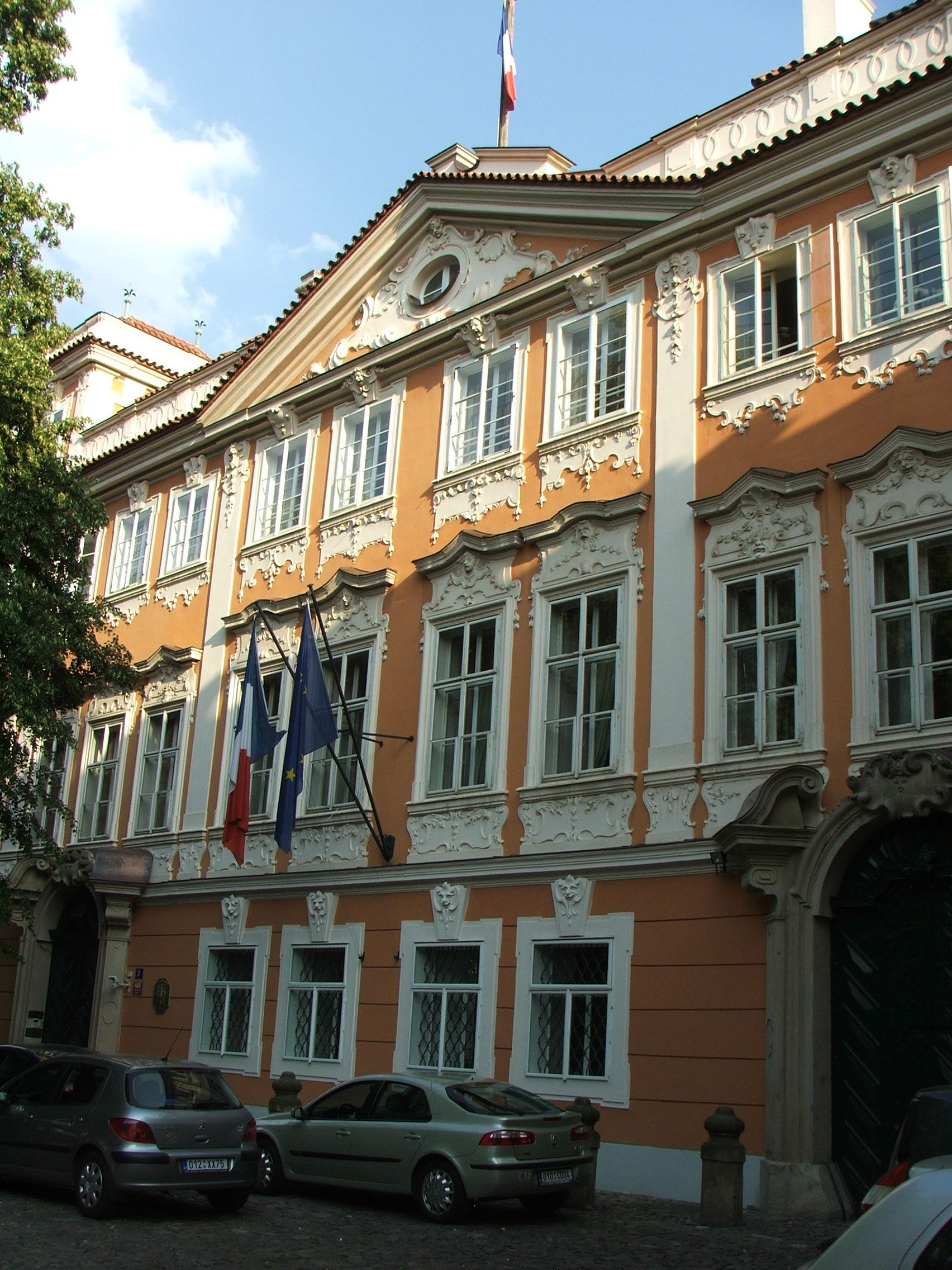
法国驻捷克大使馆

法国驻捷克大使馆（法語：Ambassade de France en République tchèque）位于布拉格小城区的修道院广场（Velkopřevorské náměstí），靠近伏尔塔瓦河中的坎帕島。大使馆设在一座庞大的18世纪巴洛克建筑布阔伊宫（1719）。大使馆的底楼在2002年8月的洪水中曾经被淹。